# 15301 Marutesser
15301 Marutesser este un asteroid din centura principală de asteroizi.

## Descriere
15301 Marutesser este un asteroid din centura principală de asteroizi. A fost descoperit pe 21 septembrie 1992 la Tautenburg de Lutz Dieter Schmadel și Freimut Börngen. Asteroidul prezintă o orbită caracterizată de o semiaxă mare de 2,86 ua, o excentricitate de 0,10 și o înclinație de 2,7° în raport cu ecliptica.